# دنیل (دهانه)
دنیل یک دهانه برخوردی در ماه است.

## دهانه‌های اقماری
این دهانه ۳ دهانه اقماری دارد.
| Daniell | عرض جغرافیایی | طول جغرافیایی | قطر         |
| ------- | ------------- | ------------- | ----------- |
| X       | ۳۶٫۶° N       | ۳۱٫۸° E       | ۵٫۰ کیلومتر |
| D       | ۳۷٫۰° N       | ۲۵٫۸° E       | ۶٫۰ کیلومتر |
| W       | ۳۵٫۹° N       | ۳۱٫۵° E       | ۳٫۰ کیلومتر |